# ゴッソレンゴ
ゴッソレンゴ（伊: Gossolengo）は、イタリア共和国エミリア＝ロマーニャ州ピアチェンツァ県にある、人口約5,700人の基礎自治体（コムーネ）。

## 地理

### 位置・広がり

#### 隣接コムーネ
隣接するコムーネは以下の通り。
- ガッツォーラ
- グラニャーノ・トレッビエンセ
- ピアチェンツァ
- ポデンツァーノ
- リヴェルガーロ

### 気候分類・地震分類
ゴッソレンゴにおけるイタリアの気候分類 (it) および度日は、zona E, 2574 GGである。
また、イタリアの地震リスク階級 (it) では、zona 3 (sismicità bassa) に分類される。

## 行政

### 分離集落
ゴッソレンゴには、以下の分離集落（フラツィオーネ）がある。
- Caratta, Quarto, Settima